# Rudolf E. Schoenfeld
Rudolf Emil Schoenfeld (1895 - 15 d'abril de 1981) va ser l'ambaixador dels Estats Units a Romania (1947 a 1950), Guatemala (1950 a 1953) i Colòmbia (1954 a 1955). Durant la Segona Guerra Mundial, va servir a Londres com a representant dels Estats Units davant els governs exiliats dels seus països pels nazis.
Va ser Encarregat d'Afers ad interim a Noruega (va fer la convocatòria inicial com a Encarregat d'Afers el 2 d'agost de 1940). Com a Encarregat d'Afers ad interim a Bèlgica, la convocatòria inicial es va fer el 15 d'agost de 1940. Schoenfeld va establir la Legació prop del Govern dels Països Baixos al Regne Unit. Com a encarregat d'Afers ad interim a Luxemburg, Schoenfeld va servir prop del govern de Luxemburg establert al Regne Unit.
Schoenfeld era natural de Washington i es va graduar a la Universitat George Washington el 1915. Va obtenir un doctorat per la Universitat de Berna mentre exercia com a cònsol adjunt allà.